# Aeropuerto de Toulon-Hyères
El Aeropuerto de Toulon-Hyères (en francés: Aéroport de Toulon - Hyères, IATA: TLN, OACI: LFTH) es un aeropuerto que sirve a Toulon, una comuna en el departamento de Var de la región de Provence-Alpes-Côte d'Azur en Francia. El aeropuerto está situado a 3 kilómetros (2 millas) al sureste de Hyères, y de 19 kilómetros (12 millas) al este de Toulon. También se le conoce como Hyères Le Palyvestre Aeropuerto. En 2013, el aeropuerto atendió a 582.132 pasajeros.

## Características
El aeropuerto se encuentra a una altitud de 4 metros sobre el nivel del mar. Cuenta con dos pistas de aterrizaje pavimentadas:. 05/23, con unas medidas de 2.120 por 45 metros (6.955 pies x 148 pies) y 13/31, de 1.902 por 46 metros (6.240 pies x 151 pies).

## Uso militar
Este aeropuerto está compartido con la Marina francesa, como la base de d'navale aviación d'Hyères (BAN d'Hyères). Varios escuadrones de helicópteros y aviones de ala fija de la fuerza de la aviación naval francesa tienen su base en el lado suroeste del aeropuerto.

## Aerolíneas y destinos

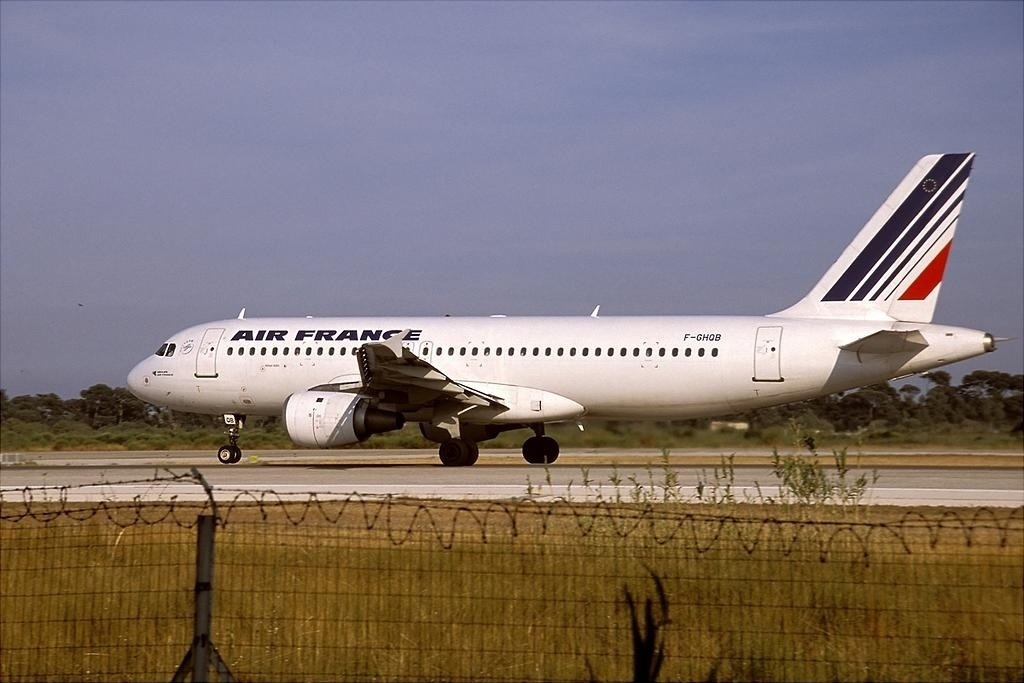
Airbus A320 de Air France en la pista de aterrizaje.

| Aerolíneas    | Destinos                                                      |
| ------------- | ------------------------------------------------------------- |
| Air Corsica   | Estacional: Ajaccio, Bastia, Figari                           |
| easyJet       | Estacional: Burdeos, Londres–Gatwick, París–Charles de Gaulle |
| L'Odyssey     | Estacional: Ginebra                                           |
| Luxair        | Estacional: Luxemburgo                                        |
| Transavia.com | Brest, Nantes, París–Orly Estacional: Róterdam/La Haya        |

## Estadísticas
Ver fuente y consulta Wikidata.
| 2000    | 2005    | 2006    | 2007    | 2008    | 2009    | 2010    | 2011    | 2012    | 2013    |
| ------- | ------- | ------- | ------- | ------- | ------- | ------- | ------- | ------- | ------- |
| 705 517 | 536 234 | 638 810 | 646 053 | 629 412 | 576 650 | 502 974 | 578 105 | 578 881 | 582 132 |